# 2-(3,5-二甲基苯基)-5-(2-甲基丙基)喹啉
2-(3,5-二甲基苯基)-5-(2-甲基丙基)喹啉是一种有机化合物，化学式为C21H23N，它可由2-氯-5-(2-甲基丙基)喹啉和3,5-二甲基苯硼酸在碳酸钾存在下经催化反应制得。它和三氯化铱反应可以得到相应的配合物。